# Живко Иванов
 Тази статия е за геолога Живко Иванов.  За художника вижте Живко Иванов (художник).  
Живко Петров Иванов е български геолог и университетски преподавател, професор в Софийския университет.

## Биография
Роден е на 6 април 1936 г. в Търговище. Завършва средно образование в Шумен. В периода 1953 – 1958 г. е студент по геология в Софийския университет.
През 1960 г. започва научната си кариера като научен сътрудник в секция „Геотектоника“ на Геологическия институт при БАН, където работи до 1968 г. През 1969 г. става асистент в Софийския държавен университет, където през 1970 г. защитава докторска дисертация. Още на следващата година се хабилитира като доцент. През 1991 – 1992 г. е гост професор в университета в Монпелие, Франция.  През 2000 г. става професор по регионална геология с хабилитационен труд на тема „Тектоника на България“ (1998), който е публикуван едва след смъртта му – през 2017 г.
Член е на факултетния съвет на Геолого-географския факултет на Софийски университет от 1971 до 1998 г. През 1990 – 1993 г. е декан на факултета и председател на Съвета на деканите, а през 1993 – 1995 г. е заместник ректор на Софийския университет „Св. Климент Охридски“.
В своята преподавателска дейност е бил титуляр на курсовете по Основи на геологията, Структурна геология и геотектоника, Геология на България, Регионална геология, Неотектоника, Структурен анализ на магмени и метаморфни скали. Научен ръководител е на 15 докторанти от България и чужбина и над 70 магистърски работи. Професор Иванов е автор/съавтор в 4 монографии, 2 учебника и методически ръководства и над 90 студии, статии и научни съобщения.
През 2012 г. е удостоен с Почетен знак на Софийския университет „Св. Климент Охридски“ със синя лента.